# Инверницци, Джованни (футболист, 1963)
Джованни Инверницци (итал. Giovanni Invernizzi; 22 августа 1963, Комо, Италия) — итальянский футболист и футбольный тренер.

## Биография
Воспитанник клуба «Комо». За основной состав команды дебютировал 28 марта 1982 года в матче чемпионата Италии против «Кальяри», в котором вышел на замену на 44-й минуте вместо Антонио Темпестилли. Летом того же года был отдан в аренду в клуб «Реджана», где провёл два сезона, один в Серии В, следующий в Серии C. В 1984 году вернулся в «Комо», где со временем стал одним из основных игроков и сыграл более ста матчей в Серии А. В 1989 году Инверницци подписал контракт с клубом «Сампдория». В первый же сезон в новом клубе он стал победителем Кубка обладателей кубков. В следующем сезоне 1990/91 помог «Сампдории» взять первый в истории титул чемпиона Италии, сыграв в чемпионский сезон 31 матч и забив 2 гола. В сезоне 1991/92 дошёл с клубом до финала Кубка европейских чемпионов, где в финальном матче «Сампдория» уступила «Барселоне» со счётом 0:1. В дальнейшем он также стал обладателем Кубка Италии. Завершил игровую карьеру в 1997 году, после восьми сезонов в составе «Сампдории».
В том же году Инверницци начал тренерскую карьеру в системе «Сампдории». С 1997 по 2001 год тренировал команду до 17 лет, с 2003 по 2005 год команду до 19 лет. В 2005 году возглавил академию полупрофессионального клуба «Больяско», а с 2009 по 2012 год был главным тренером клуба. В 2012 году вернулся в «Сампдорию», где также работал в академии. В 2020 году перешёл в академию клуба «Специя».

## Достижения
«Сампдория»
- Чемпион Италии: 1990/91
- Обладатель Кубка Италии: 1993/94
- Обладатель Суперкубка Италии: 1991
- Финалист Кубка европейских чемпионов: 1991/92
- Обладатель Кубка обладателей кубков: 1989/90